# Gentlemen's club
Pour les articles homonymes, voir Club.
Un gentlemen’s club est, au sens traditionnel et dans la culture britannique, une association d'individus issus généralement de la « haute société », se considérant comme des « honnêtes hommes » et se rassemblant par groupe d'affinité ; les membres d’un gentlemen’s club cultivent l’érudition et la philanthropie, et se réunissent dans le but de partager des connaissances, des réseaux, des idées politiques et plus généralement culturelles, ainsi que des loisirs. Pour être membre d'un club, il faut répondre à certains critères socio-économiques, être coopté, payer une cotisation, ce n'est donc pas un lieu public. 
Cette tradition, dont on trouve des traces dès la période élisabéthaine, se structure en fonction de codes précis au milieu du XVIIIe siècle. Le phénomène connaît son apogée dans les années 1880 et entame un déclin important dans la seconde moitié du XXe siècle, tandis que d’autres types de clubs ou associations apparaissent, se différenciant dans leurs caractéristiques. Moins nombreux aujourd’hui, les gentlemen’s club bénéficient du prestige de l’ancienneté mais aussi, le plus souvent, de bâtiments historiques luxueux situés au cœur des grandes villes. On observe également que nombre d'entre eux ont ouvert leur admission aux femmes depuis quelques décennies.
Certains clubs ont près de trois siècles d'existence, comme le White's (en) ou le Beefsteak Club et continuent d'être, pour certains individus, des moteurs d'ascension sociale et de lobbyisme.

## Histoire

### Origines

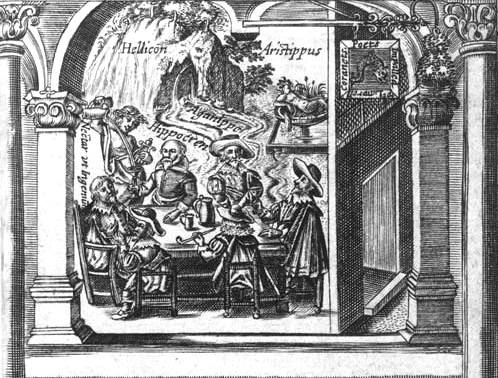
Gravure (1617) de William Marshall, montrant une réunions d'amateurs de poésie et de boisson, à la Mermaid Tavern (Londres).

On peut observer, mais avec des réserves, les prémices du gentlemen's club à Londres, sur Bread Street (en), au début du XVIIe siècle : ainsi Ben Jonson y crée une confrérie, la Fraternity of Sireniacal Gentlemen, qui se réunissait à la Mermaid Tavern (en) et à la Mitre Tavern, et dont ni Walter Raleigh (trop aristocrate), ni William Shakespeare (trop occupé), contrairement à la légende, ne furent membres. Ce sont là des rendez-vous de comédiens, de poètes et d'artistes tels que John Donne, John Fletcher, Francis Beaumont, Inigo Jones, John Selden, et William Strachey, qui prend parfois modèle sur les guildes très actives en Hollande ou en Flandre et réputées pour leurs frasques et leurs dîners. On y pratique la joute verbale et on y boit du sack, un vin rouge épais provenant du sud espagnol. La guerre civile et la république mettent un terme à cette vie nocturne. Ce n'est que vers 1640 que le mot club (un terme qui renvoie aux cartes à jouer), en anglais, prend le sens d'« association de personnes ». En 1659, on relève que le mot clubbe désigne une sorte de « confrérie dans les tavernes ». 

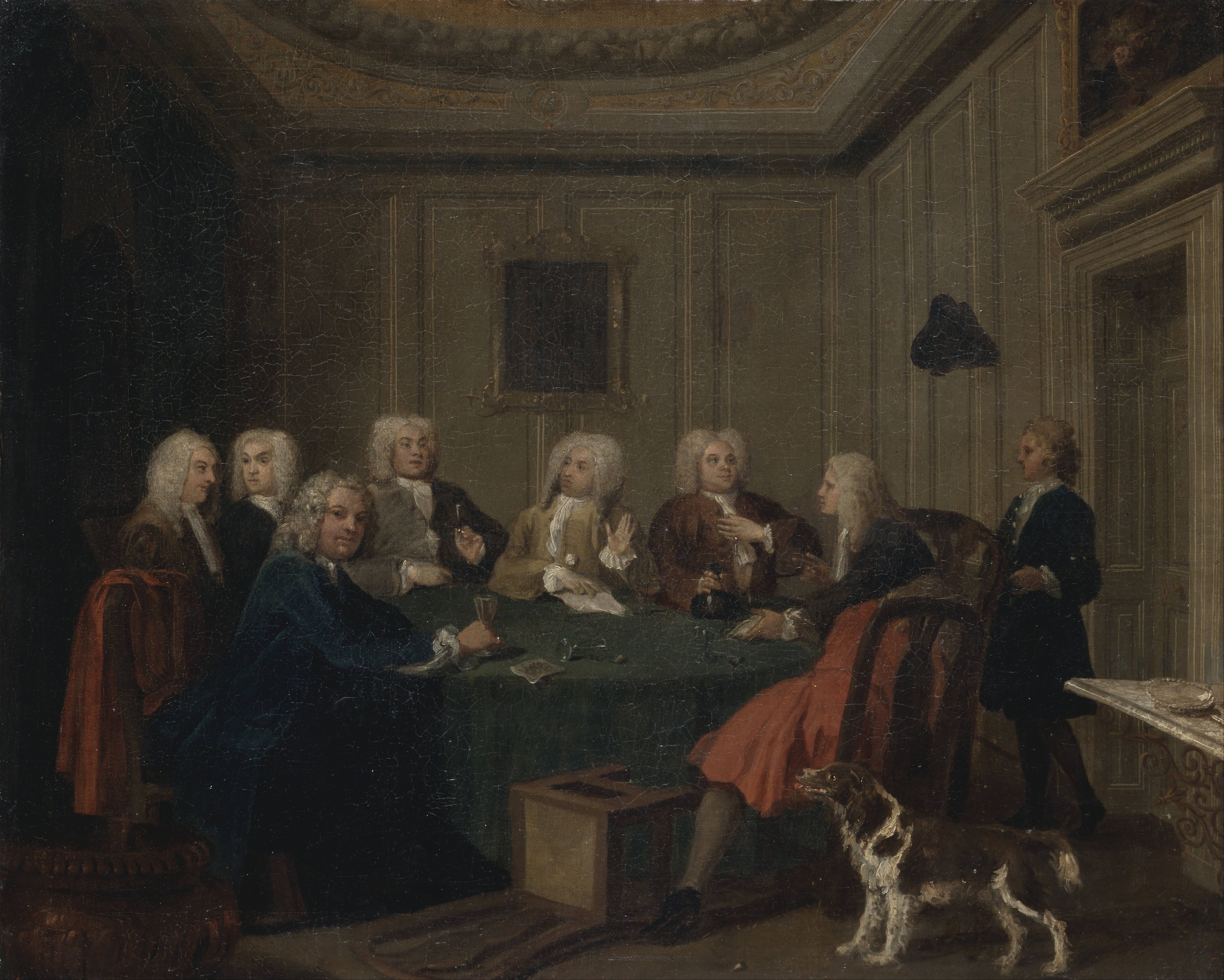
A Club of Gentlemen (vers 1730), huile sur toile de Joseph Highmore.

Un changement s'opère avec la Glorieuse Révolution : le droit de réunion est confirmé, ainsi qu'une certaine forme de liberté d'expression. Les premiers journaux d'opinions apparaissent vers 1701. Le café et le tabac connaissent un succès grandissant auprès de l'aristocratie, mais il est de mauvais goût pour celle-ci de se mélanger au peuple ou de fumer à la maison, encore moins de boire et de faire bombance. Aussi vont apparaître des lieux plus discrets : au-dessus des tavernes et des coffee-houses vont se réunir des individus, qui au départ, ne sont pas tous issus du même monde. Si ce sont les artistes, les écrivains, les scientifiques, qui les premiers provoquent ce genre de réunions, formant les prémices du literary circle et autre société savante, l'aristocratie ne tarde pas à s'y joindre, notamment en ce qu'elle peut prodiguer un mécénat profitable à l'industrie et donc à leurs rentes, et qu'elle est elle-même éduquée et portée vers le savoir. Par ailleurs, les aristocrates anglais se réunissent entre eux dans des lieux qu'ils ont les moyens de privatiser ou de s'offrir, et y invitent des savants, des écrivains.

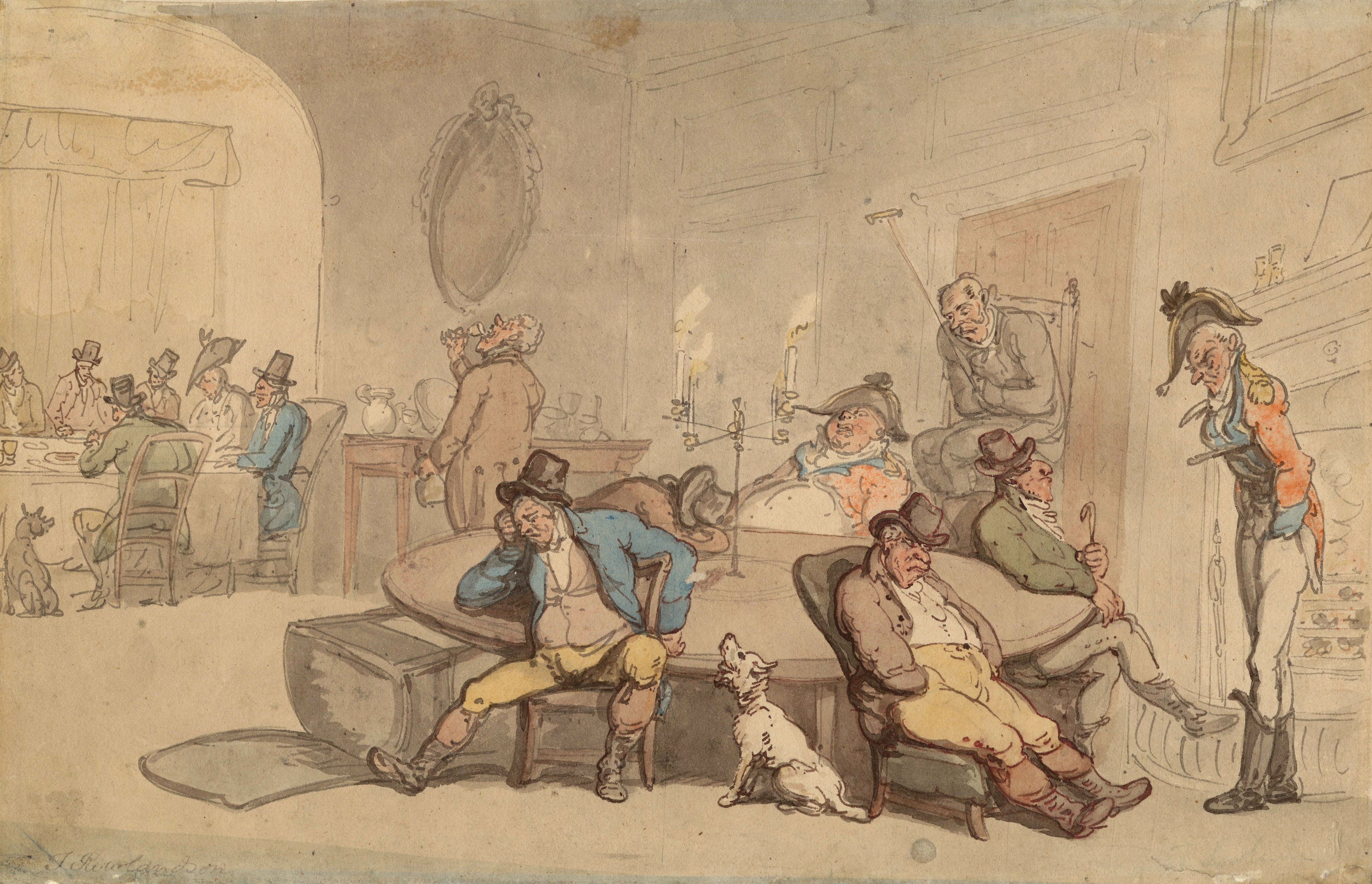
Dessin satirique (1796) de Thomas Rowlandson, décrivant l'ambiance (ennuyeuse) d'un gentlemen's club.

La première moitié du XVIIIe siècle est un peu l'âge d'or de ces gentlemen's society comme lieu d'échanges, où des érudits, souvent bons vivants — car on y dîne et boit très tard, notamment du punch —, pas forcément issus du même monde, constituent ici le ferment de ce que les français en France appelleront l'esprit des Lumières. L'un des points communs de la plupart de ces adeptes est le Grand Tour, un voyage en Italie, que par tradition, chacun effectuait à la fin de ses études : on partait en groupe et, sur place, à Rome, on restait parfois plusieurs années et cela donnait lieu à des rencontres. Il est certain que les adeptes du voyage italien connurent là-bas les circoli, des cercles ou sociétés d'individus recherchant le divertissement qui pouvait prendre plusieurs formes, dont l'accademie, plus portée vers les questions culturelles. On retient, du Londres de cette époque, les noms du Kit-Cat Club, Rose and Crown Club, The Sublime Society of Beef Steaks (toujours actif), The Old Slaughter's, The Dilettanti, etc. Des peintres comme Gawen Hamilton, William Hogarth et Joseph Highmore en ont laissé des représentations.
On peut aussi noter que l'évolution des clubs londoniens se fait parallèlement à celle des loges de la franc-maçonnerie anglaise, lesquelles sont tolérées depuis la Glorieuse Révolution.

### Des clubs plus structurés
Les choses vont se modifier au cours de la seconde moitié du XVIIIe siècle, avec l'apparition d'un nationalisme impérialiste britannique exacerbé par une série de conflits mondiaux dont la formation des États-Unis d'Amérique, la montée des idées révolutionnaires françaises, tandis que la révolution industrielle et la bipartition de la société politique anglaise (réformistes-libéraux, conservateurs) modifient profondément le paysage social. En 1793, les mots society et club deviennent synonymes. 

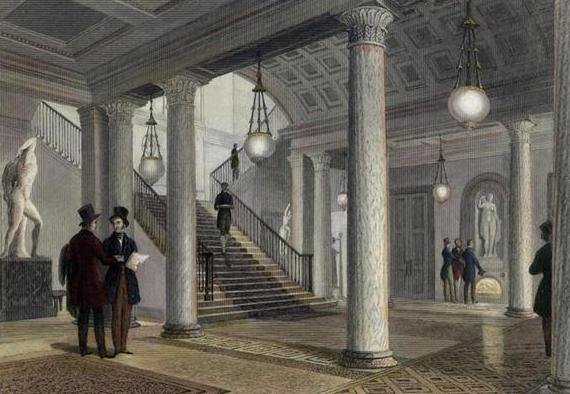
Hall d'entrée du club Athenaeum (gravure, 1845).

Les premiers traditional gentlemen's clubs, totalement privés, apparaissent entre 1760 et 1780 entre Pall Mall et le palais Saint James. Le quartier continue parfois, de nos jours, à être surnommé Club-land. Ils remplacèrent donc les coffee-houses et autres tavernes de la première moitié du XVIIIe siècle et atteignirent le sommet de leur influence dans les années 1880, où on référence près de 400 clubs de ce genre. Ils étaient généralement formés de personnes qui partageaient les mêmes centres d'intérêt ou activités. Les jeux d'argent, principalement de cartes, étaient une activité centrale de ces clubs. D'autres tournaient autour de la politique, de la littérature, du sport, etc. Les critères d'appartenance reposaient souvent sur une origine universitaire et/ou une carrière militaire.
Après la fin des guerres napoléoniennes certains Gentlemen's clubs voient débarquer un nombre important d'officiers (notamment issue de la Royal Navy) qui se retrouvèrent en demi-solde, privés à la fois d'une grosse part de leurs revenus et de perspectives d'avancement. Tous les clubs qui étaient ancrées dans la tradition militaire prospérèrent alors car c'était, pour ces nouveaux adhérents, un moyen commode d'obtenir le couvert et parfois même le gîte avec un bon rapport qualité-prix. Pour ces officiers désargentés séjournant temporairement à Londres, ce fut une belle affaire.
Les plus anciens clubs regroupent des membres exclusivement aristocrates, mais au fur et à mesure de leur développement le recrutement s'élargit à la haute bourgeoisie industrielle et un homme du XIXe siècle pouvant être considéré comme un « gentleman » était certain de trouver un club qui l'accueillerait, moyennant une forme de cooptation et le règlement d'une cotisation. Le mot club-house devient synonyme de gentlemen's club dès 1820 : un siècle et demi plus tard, il définit la salle de repos d'un club de sport.

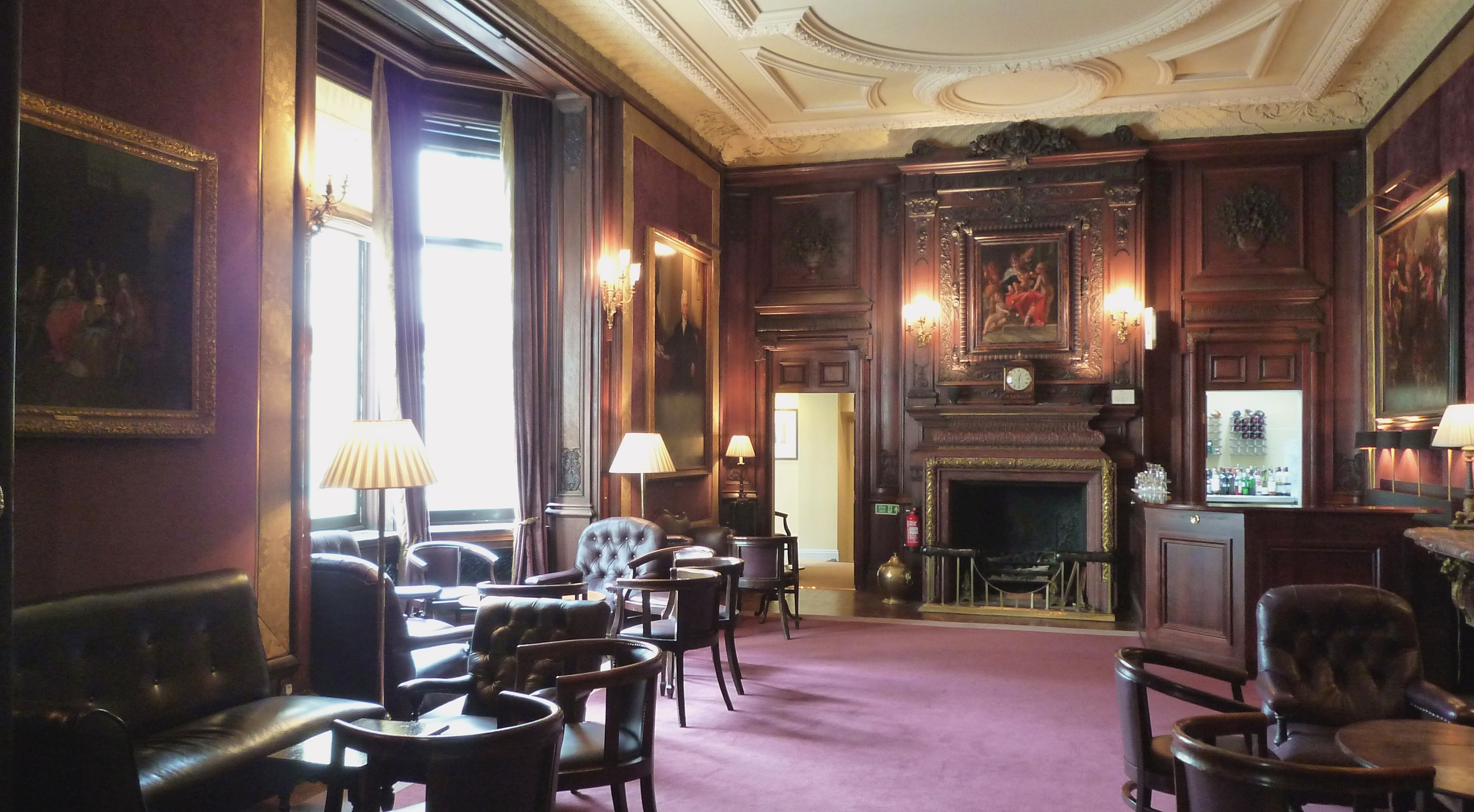
Le bar du Savile Club, un gentlemen's club londonien.

Ces clubs forment une véritable société masculine, et constitue une retraite confortable, un espace de détente, pour les individus souhaitant échapper à la vie familiale. Longtemps l'accès au club fut interdit aux femmes, lesquelles purent, de leur côté, organiser leurs propres women's societies. Cependant, on note des exceptions : ainsi le plus élitiste, le White's Club, s'ouvrit à Rosa Lewis (1867–1952), une « mère » célèbre pour sa cuisine, et propriétaire du Cavendish Hotel. La plupart induisent la forme du dining's club, organisant une fois par semaine un repas, et bien souvent, le local sert de lieu de commémoration en l'honneur d'un membre ou d'un invité de marque. Une certaine tenue vestimentaire, le devoir de confidentialité, la réserve y sont de rigueur.
Ils offraient et offrent toujours des infrastructures qui permettent de passer la nuit sur place ou même d'y séjourner plusieurs jours. Lieux de convivialité, les gentlemen's clubs disposent souvent d'une bibliothèque, d'un fumoir, d'un billard, voire d'une piscine à l'usage de leurs membres. Ils sont en général meublés confortablement (le fauteuil dit « club » y serait apparu au début du XXe siècle). 
Certains clubs ont évolué en véritable associations internationales suivant leur discipline : ainsi le Royal Automobile Club, regroupe des amateurs de voitures, le PEN International (ex-PEN Club), des écrivains, le Rotary International (ex-Rotary Club), est à l'origine, un regroupement solidaire d'hommes d'affaires de Chicago, etc.
Aux États-Unis, l'expression tend à définir, suivant une forme d'ironie assumée, depuis une trentaine d'années, des lieux réservés aux hommes devant lesquels des femmes pratiquent le striptease.

## Gentlemen's clubslondoniens

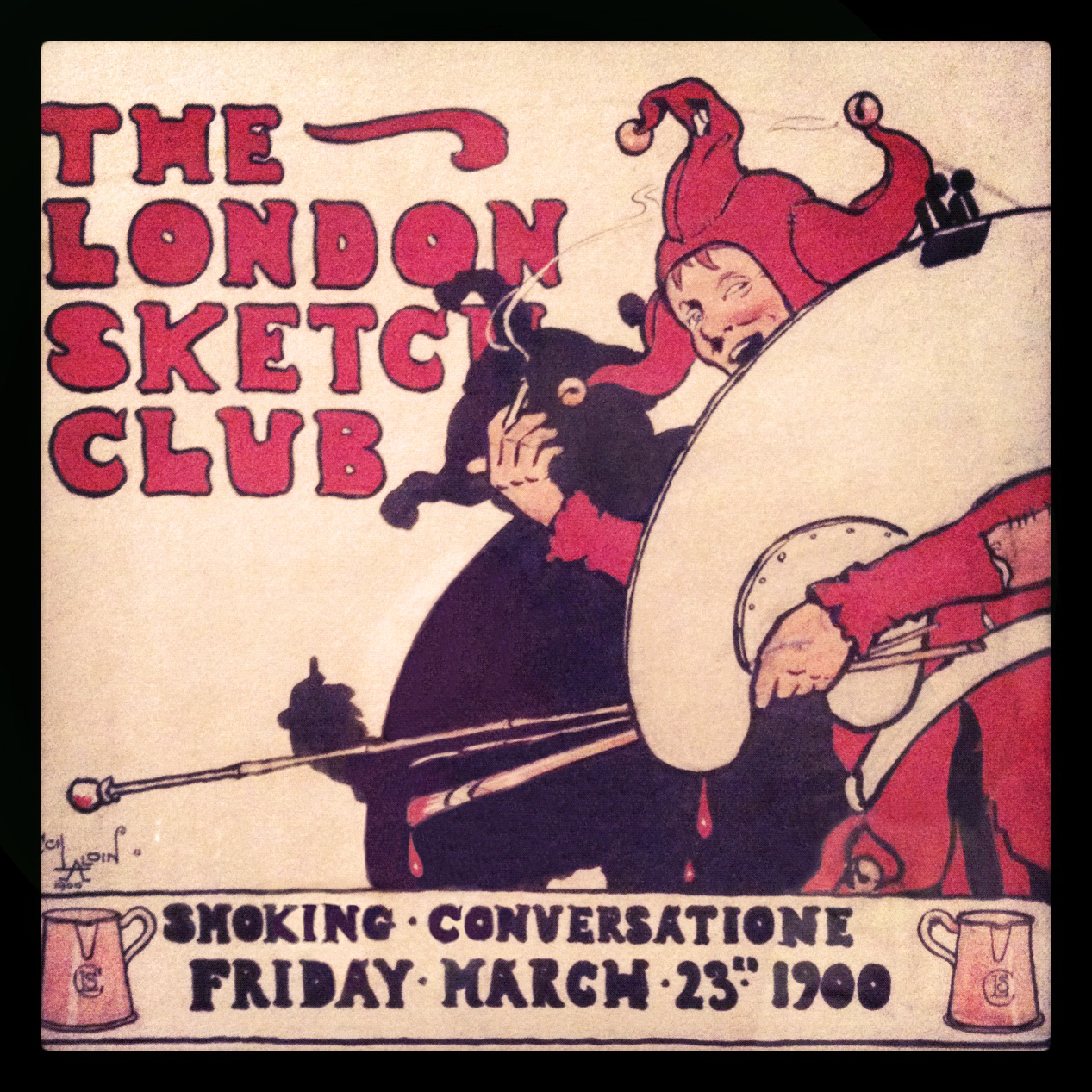
Invitation signée Cecil Aldin, à une soirée du London Sketch Club (1900), réservée aux dessinateurs et aux collectionneurs.

Certains clubs londoniens célèbres ont aujourd'hui disparu, comme le Literary Club, fondé en 1764.
Actuellement, on trouve à Londres une quarantaine de ces clubs.
- White's (en), fondé en 1693 par Francesco Bianco, un immigré italien, qui avait ouvert une chocolate house, l'un des plus élitistes, non mixte
- Beefsteak Club, fondé en 1735, plusieurs fois refondé ensuite, non mixte
- Boodle's (en), fondé en 1762, non mixte
- Brooks's (en), fondé en 1764, non mixte[6]
- Royal Thames Yacht Club, fondé en 1775, le plus ancien club nautique du monde
- Travellers Club (en), fondé en 1819, non mixte[7],[6]
- The Athenaeum, fondé en 1824
- Reform Club, fondé en 1836
- Pratt's (en), fondé en 1857, non mixte[6]
- Turf Club, fondé en 1861, non mixte[6]
- Savile Club (en), fondé en 1868, non mixte
- Royal Automobile Club, fondé en 1897
- Buck's Club (en), fondé en 1919, non mixte

## En France

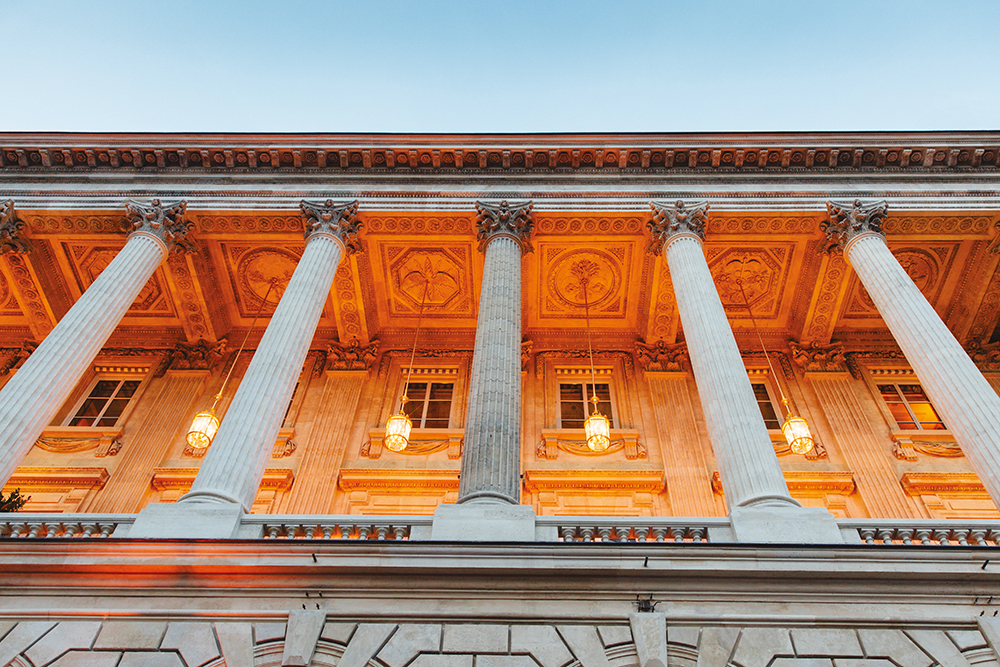
Façade de l'Automobile Club de France, place de la Concorde à Paris.

Dans les années 1780, le mot anglais « club » passe en français, à concurrence du mot « société » et définit une association politique plutôt réformiste, par exemple le club des jacobins, fondé sous le nom de « Société des amis de la Constitution ».
Les gentlemen's club les plus importants en France sont essentiellement situés à Paris, où les plus prestigieux d'entre eux ont majoritairement conservé la tradition britannique de non mixité :
- Nouveau Cercle de l'Union, fondé à Paris en 1828, plus ancien gentlemen's club de France, non mixte
- Jockey Club de Paris, fondé en 1836 ; il a longtemps demeuré le symbole de l'élitisme parisien et aristocratique ; non mixte
- Cercle anglais de Pau, fondé en 1856, un des premiers clubs créés par des Britanniques sur le continent[8].
- Yacht Club de France, fondé à Paris en 1867
- Polo de Paris, fondé en 1891
- Automobile Club de France, fondé à Paris en 1895, plus ancien automobile club au monde, non mixte
- Travellers Club de Paris, fondé en 1903, non mixte
- Cercle de l'Union interalliée, fondé à Paris en 1917
- Cercle de l'Union, fondé à Lyon en 1917, non mixte

## Autres pays
Plusieurs pays ont également vu se créer des clubs sur le modèle britannique :
- États-Unis : la Schuylkill Fishing Company (en) fondé en 1732 à Philadelphie, est le plus ancien du pays ; le Knickerbocker Club, fondé à New York en 1871, est considéré comme le cercle le plus élitiste des États-Unis.
- Italie : ce pays, où l'on distingue circolo (cercle), casino (maison) et accademia (académie) voit émerger dès 1650 le Nobile Conversazione de' Signori Uniti nel Casino di Siena (1657) à Sienne.
- Russie : le club anglais de Saint-Pétersbourg est fondé en 1770 sous la devise Concordia et laetitia.
- Belgique : le Cercle royal du Parc, fondé à Bruxelles en 1842.
- Suisse : la Société littéraire de Genève, fondée en 1816.
- Afrique du Sud : le Rand Club, fondé à Johannesbourg en 1887, le plus ancien du pays.
- Canada : le club Mount Stephen à Montréal, fondé en 1926.

### Dans la fiction
Les gentlemen's clubs, emblématiques d'un certain art de vivre à l'anglaise, apparaissent souvent dans la littérature romanesque. Phileas Fogg, le héros de Jules Verne dans Le Tour du monde en quatre-vingts jours, est membre du Reform Club, lequel existe vraiment. Bertram Wooster, le personnage de P. G. Woodehouse dans la série des Jeeves est membre du club des Bourdons. Pour sa part, Mycroft Holmes, le mystérieux frère de Sherlock, passe l'essentiel de son temps dans un club issu de l'imagination de Conan Doyle : le Diogene's club. Dans la bande dessinée Green Manor, l'action se déroule autour du club éponyme, le Green Manor's club. Blake et Mortimer, quant à eux, fréquentent le Centaur Club.